# Bonin (Łobez)
Bonin (deutsch ebenfalls Bonin, früher auch Bonnin) ist ein Dorf in der polnischen Woiwodschaft Westpommern. Es gehört zur Gmina Łobez (Stadt- und Landgemeinde Labes) im  Powiat Łobeski (Labser  Kreis).

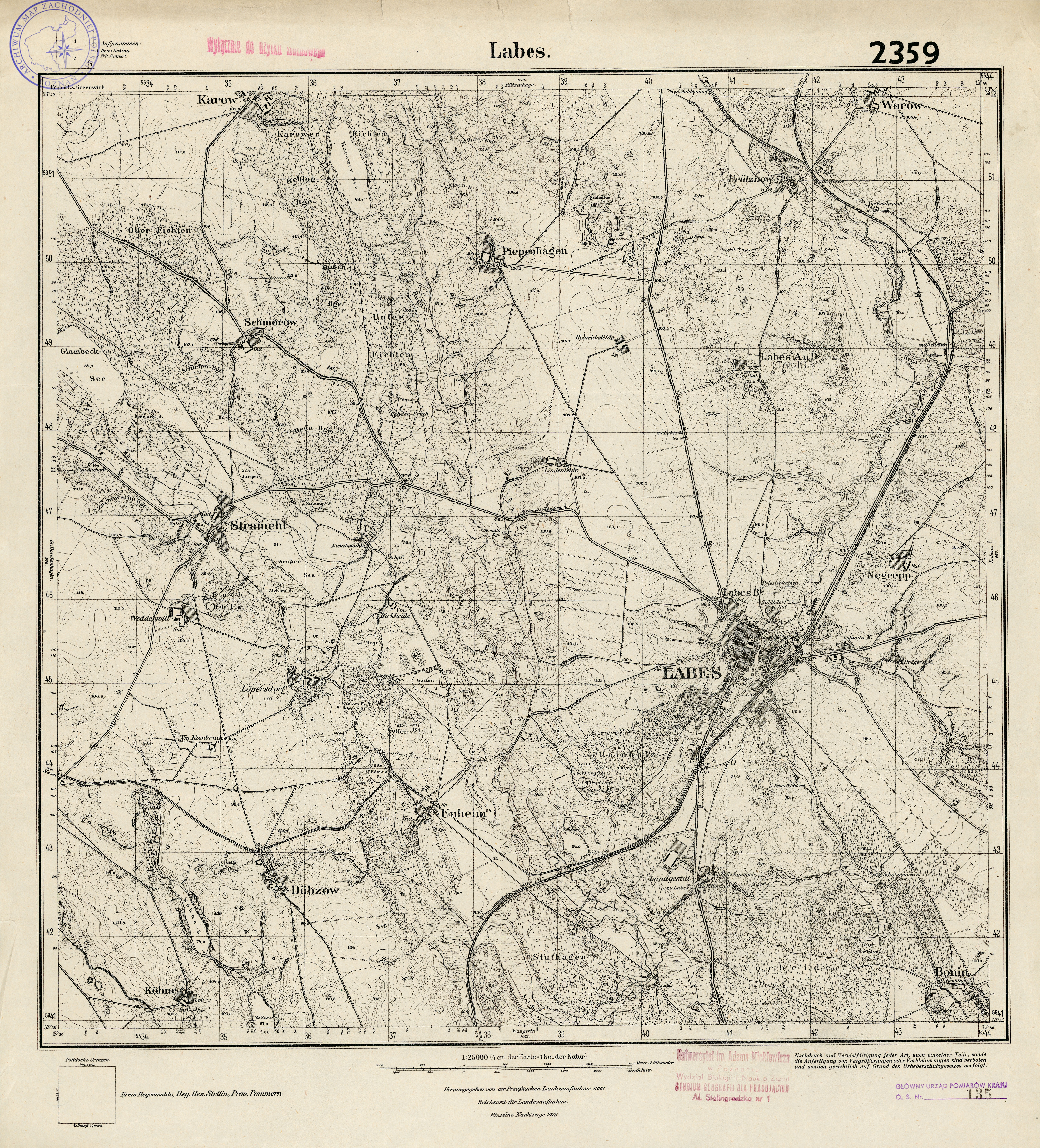
Karte der Umgebung der Stadt Labes von 1929, mit dem Dorf Bonin und der Lage des Gutshofs Bonin (rechte untere Bildecke)

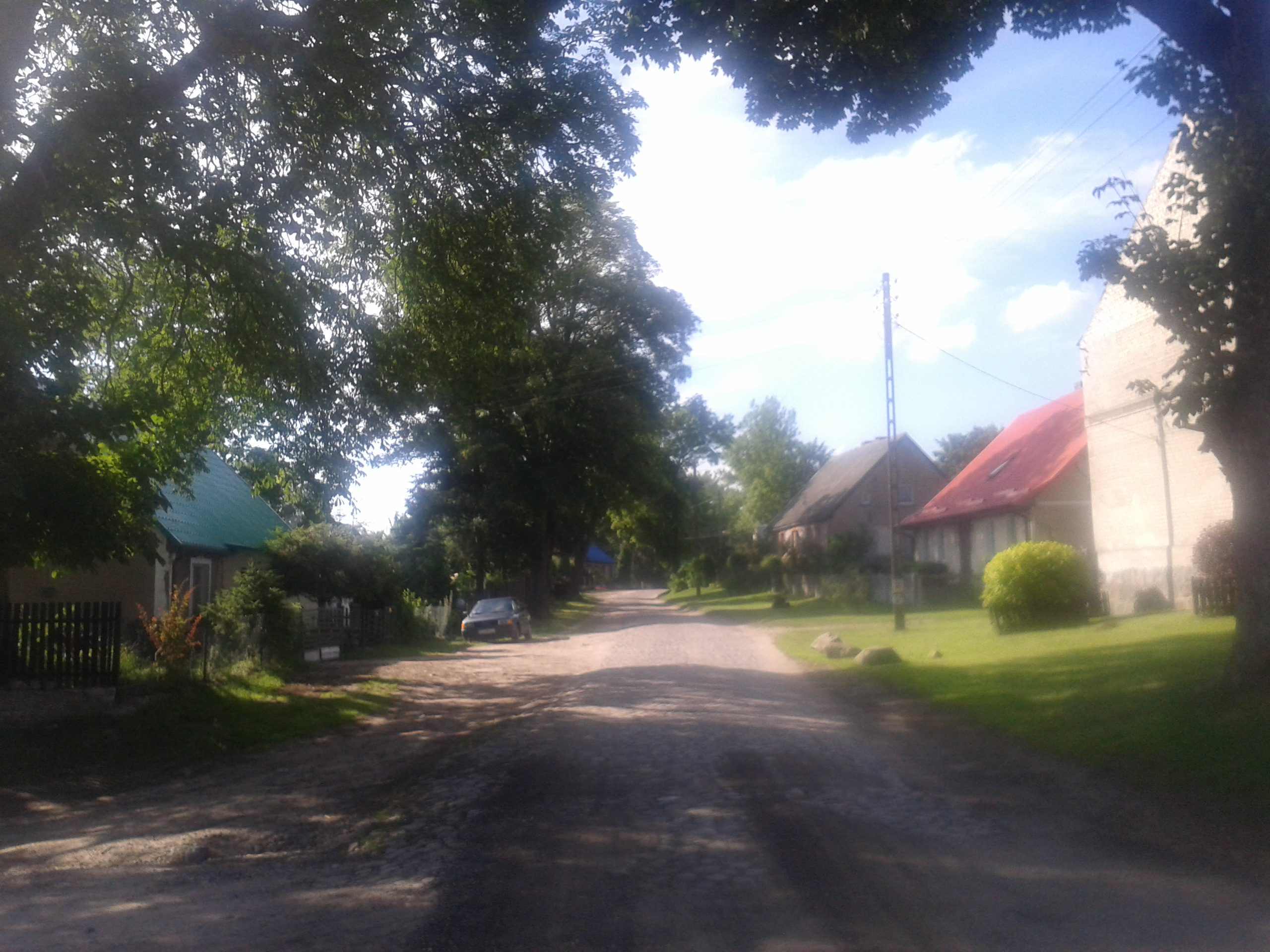
Dorfstraße (2014)

## Geographische Lage
Das Dorf liegt in Hinterpommern, etwa 25 Kilometer südöstlich der Stadt Resko (Regenwalde)  und fünf Kilometer südsüdöstlich der Stadt Łobez (Labes) an der Nordspitze des Boninschen Sees.

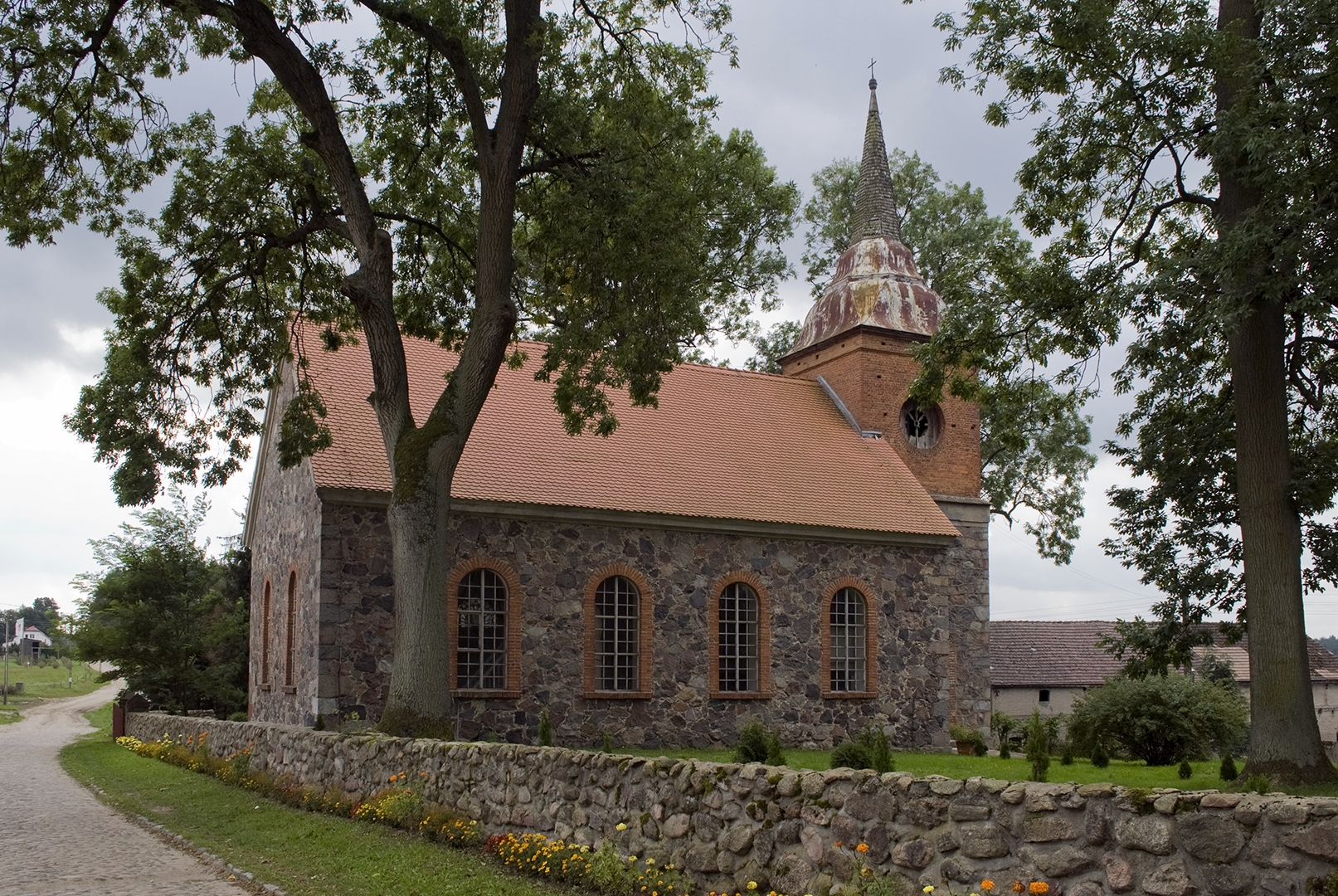
Dorfkirche (2011), bis 1945 Gotteshaus der evangelischen Gemeinde Bonin

## Geschichte
Bonin war einst ein altes pommersches Lehen der in Hinterpommern alteingeborenen Familie Borcke, die das Rittergut Bonin auch noch 1945 besaß.
Um 1854 kam das 6400 Morgen umfassende Lehn-Rittergut Bonin in den Besitz der Erben des Louis von Borcke.  Die Familie Borcke befand sich auch noch um 1884 und um 1896 im Besitz des Guts.
Am 1. April 1927 betrug die Flächengröße des Ritterguts Bonin 1247 Hektar, und am 16. Juni 1925 hatte der Gutsbezirk 220 Einwohner.
Am Anfang der 1930er Jahre hatte die Gemarkung der Landgemeinde Bonin eine Flächengröße von 18,1 km², und im Gemeindegebiet standen zusammen 49 bewohnte Wohnhäuser an fünf verschiedenen Wohnstätten:
1. Bonin
2. Forsthaus Bonin
3. Karolinenhof
4. Luisenhof
5. Niefken

Im Jahr 1945 gehörte Bonin zum Kreis Regenwalde im Regierungsbezirk Köslin der preußischen Provinz Pommern des Deutschen Reichs. Bonin war Sitz des Amtsbezirks Bonin.
Gegen Ende des Zweiten Weltkriegs wurde die Region im Frühjahr 1945 von der Roten Armee besetzt. Nach Beendigung der Kampfhandlungen wurde Bonin zusammen mit ganz Hinterpommern seitens der sowjetischen Besatzungsmacht der Volksrepublik Polen zur Verwaltung überlassen. Danach begann die Zuwanderung von Polen. Der Ortsname ‚Bonin‘ wurde beibehalten. In der Folgezeit wurde die einheimische Bevölkerung von der polnischen Administration aus Bonin vertrieben.

### Demographie
| Jahr | Einwohner | Anmerkungen                                                                                             |
| ---- | --------- | --- |
| 1782 | –         | adeliges Dorf mit einem Vorwerk, einer Wassermühle, einer Kirche und 33 Feuerstellen (Haushaltungen)    |
| 1818 | 162       | Dorf und Wassermühle, adlige Besitzung                                                                  |
| 1825 | 174       | Dorf mit dem Vorwerk Nievecken (Niefke)                                                                 |
| 1852 | –         | [ 9 ]                                                                                                   |
| 1864 | 413       | am 3. Dezember, im Gemeinde- und Gutsbezirk zusammen                                                    |
| 1867 | 405       | am 3. Dezember, davon 220 im Dorf und 185 im Gutsbezirk                                                 |
| 1871 | 422       | am 1. Dezember, davon 228 im Dorf (sämtlich Evangelische) und 194 im Gutsbezirk (sämtlich Evangelische) |
| 1910 | 375       | am 1. Dezember, davon 185 in der Landgemeinde und 190 im Gutsbezirk                                     |
| 1925 | 378       | darunter 365 Evangelische und sechs Katholiken, keine Juden                                             |
| 1933 | 331       | [ 13 ]                                                                                                  |
| 1939 | 273       | [ 13 ]                                                                                                  |